# Václav Štěpán (divadelní a literární historik)
Václav Štěpán (21. ledna 1935 Tišice – 30. prosince 2023 Praha) byl český divadelní a literární historik.

## Život
Po maturitě na gymnáziu v Mělníce absolvoval jednooborové studium historie na Filozoficko-historické fakultě Univerzity Karlovy v Praze (1953–1958) a postgraduální studium estetiky (1960–1962), kandidátskou disertační práci Český anarchismus od začátku 80. let XIX. století do roku 1914 obhájil v roce 1967. Prvním zaměstnáním prošel na přidělenou umístěnku v Krajském domě osvěty v Ostravě (1958–1959), poté působil ve Vojenském historickém ústavu (1959–1961) a  Ústavu pro českou literaturu ČSAV (1961–1972), odkud musel za účast na politickém dění za pražského jara odejít. Azyl našel ve Scénografickém ústavu, kde zřídil dokumentační oddělení a stal se jeho vedoucím (1972–1974). Po zrušení pracoviště stejný úkol úspěšně zopakoval v Divadelním ústavu (1974–1979). Jako vědecký pracovník a kurátor působil v Divadelním oddělení Národního muzea (1979–2005), které v letech 1980–1992 vedl. Po odchodu do penze spolupracoval s Institutem umění – Divadelním ústavem a Národním muzeem na výzkumném projektu na záchranu a zpřístupnění obsahu historických divadelních cedulí Cesta k divadlu, v rámci něhož byl nejen spoluautorem výstavy Račte vstoupit do divadla (2019), ale především faktografického obsahu databáze divadelních inscenací Elektronický divadelní archiv.
Z desítek publikovaných prací Václava Štěpána vynikají dvě rozsáhlé monografie věnované repertoárové a personální faktografii vůdčích scén českého divadla 19. století: divadlu Stavovskému a Prozatímnímu. Obě vznikly díky spoluautorství s kurátorkou Divadelního oddělení Národního muzea Markétou Trávníčkovou, obě jsou výsledkem mnohaleté práce a obě mají společný základ jednak v bohaté sbírce divadelních cedulí, jednak v metodologii založené na použití specializované databáze. 

## Dílo
Knižní a článková bibliografie
- Televize jako sdělovací prostředek a problém uměleckého druhu. Estetika 1, 1964, č. 3, s. 257–267.
- Český anarchismus. In: Stanislav K. Neumann: Stati a projevy I, 1964, s. 613–622.
- Havel, Rudolf, Opelík, Jiří a kol. Slovník českých spisovatelů. Praha: Československý spisovatel, 1964 (autorství hesel).
- Stanislav Kostka Neumann a nakladatel František Borový. (Studie a edice korespondence z let 1914–1918). In: Literární archiv 2, 1967, s. 68–114.
- Česká divadla 1971–1973 (red.). 1977. 463 s. 1973–1975 (red.). 1977. 371 s. 1975–1977 (red.). 1978. 370 s. 1977–1978 (red.). 1979. 298 s. 1978–1979 [autor], 1980. 205 s.
- Čeští spisovatelé z přelomu 19. a 20. století. Praha: Československý spisovatel, 1972, 1982 (autorství hesel).
- Teatralia v zámecké knihovně na Kačině (red. soupisu sestaveného Janem Kopeckým). 1973. 166 s.
- Teatralia v knihovně Scénografického ústavu (red. soupisu sestaveného Lenkou Gregoroviczovou). 1974. 166 s.
- Teatralia v knihovně divadelního oddělení Národního muzea v Praze. 1.–2. sv. (red.). 1974, 1975. 804 s.; 3. sv.  (1. Almanachy, kalendáře a ročenky (zpracoval a red. V. Š.) 2. Časopisy (zpracoval Jiří Brabec, red. V. Š.). 1979. 301 s.
- I Fratelli Čapek e il Teatro [Bratři Čapkové a divadlo]. In: Karel Čapek (sborník k italské premiéře Janáčkovy Věci Makropulos v Teatro Municipale “R. Valli”, v březnu 1882, a katalog výstavy scénografie Josefa Čapka). Reggio Emilia, 1982. Nestr. (12 s.).
- Národní divadlo 1883–1983 (pamětní tisk výstavy v Národním muzeu), 1983. 80 s.
- Sto let Nacional´nogo teatra v Prage. Praha: Ministerstvo kultury, 1983. 16 s.
- Pařížský Loupežník bratří Čapků (studie a edice rukopisného textu). Sborník Národního muzea XLI, 1987, č. 4, s. 1–50.
- Mozart e Praga. Città di Castello, 1991. 40 s.
- Mozart i Praga. Warszawa, 1994. 10 s.
- Janoušek, Pavel a kol. Slovník českých spisovatelů od roku 1945[2] , díl. 2., M – Ž. Praha: Brána, 1998 (autorství hesel).
- Objevený rukopis Maryši bratří Mrštíků (studie a edice rukopisného textu). Sborník Národního muzea LV, 2001, č. 3–4, 66 s.
- Prozatímní divadlo 1862–1883[3]. I – II. Praha: Academia – Národní divadlo, 2006. 1699 s. (s Markétou Trávníčkovou).
- Fidlovačka na jevišti in: Fidlovačka aneb Cokoli chcete[4]. Ed. Jitka Ludvová, 2014, s. 229–294 (s Markétou Trávníčkovou).
- Šormová, Eva a kol. Česká divadelní encyklopedie. Česká činohra 19. a začátku 20. století[5], Praha: Institut umění – Divadelní ústav – Academia, 2015 (autorství hesel).
- Život inscenace. Časopis Národního muzea, řada historická, 188, 2019, č. 3–4, s. 3–24 (s Markétou Trávníčkovou).
- Stavovské divadlo 1824–1862. Českojazyčný repertoár[6]. I – II. Praha: Academia – Národní muzeum, 2022. 1822 s. (s Markétou Trávníčkovou).

Výstavy
- Scénografie Josefa Čapka. Reggio Emilia, Teatro Municipale „R. Valli“, 13. až 35. března 1982.
- Národní divadlo 1883–1983. Praha, Národní muzeum, 27. září 1983 až 20. ledna 1984.
- Sto let Nacional´nogo teatra v Prage. Moskva, VTO (Všeruská divadelní společnost), prosinec 1983.
- Emil Pollert. Praha, Divadlo hudby, listopad 1985 až leden 1986.
- Operní režisér Josef Munclingr. Praha, Divadlo hudby, září až listopad 1988.
- Mozart e Praga. Città di Castello, Palazzo Vitelli, 31. srpna až  29. září 1991.
- Mozart i Praga. Warszawa, Teatr Wielki, duben až červen 1994.